# Skalička, Přerov
Skalička là một làng thuộc huyện Přerov, vùng Olomoucký, Cộng hòa Séc.